# 李濬 (永樂進士)
李濬（1387年—？），字大川，山西潞州襄垣縣長樂鄉西營北里人，明朝政治人物。同進士出身。

## 生平
山西鄉試二十九名舉人。永樂十年（1412年）壬辰科會試二十五名，殿試登進士第三甲第五十三名。后任兵部主事，之後升任保定府、河間府知府。官至都察院右都御史。

## 家族
曾祖李瓛。祖父李旺。父李景剛。